# Ará Berá
Ará Berá é uma escola de samba de Corrientes, na Argentina. Tradicional agremiação do Carnaval de sua cidade, é conhecida como "universidade del sonido" (universidade do som) 
Em 2010, foi alvo de uma polêmica judicial após um terceiro registrar como seu o nome da agremiação.
Em 2011, ao completar 50 anos de existência, a escola apresentou o enredo "50 Años de Amor, Pasion y Vida", superando as adversárias Sapukay, Arandú Beleza, Samba Total, Samba Show, Imperio Bahiano e Kamandukahia. a escola obteve 631 pontos na apuração, contra 620 da vice-campeã Sapukay.

## Carnavais
| Ano  | Colocação | Grupo | Enredo                         |
| ---- | --------- | ----- | ------------------------------ |
| 2011 | Campeã    | único | 50 Años de Amor, Pasion y Vida |